# Vuelta a Suiza 2025
La 88.ª edición de la Vuelta a Suiza fue una carrera de ciclismo en ruta por etapas que se celebró entre el 15 y el 22 de junio de 2025 con inicio en la localidad de Küssnacht am Rigi y final en Emmetten-Stockhütte. El recorrido constó de un total de 8 etapas sobre una distancia total inicial de 1283 km.
La carrera hizo parte del circuito UCI WorldTour 2025 dentro de la categoría 2.UWT, calendario ciclístico de máximo nivel mundial, siendo la vigésimo cuarta carrera de dicho circuito. El vencedor final fue el portugués João Almeida del UAE Emirates XRG, quien estuvo acompañado en el podio por el francés Kévin Vauquelin del Arkéa-B&B Hotels y el británico Oscar Onley del Picnic PostNL, segundo y tercer clasificado respectivamente.

## Equipos participantes
Tomaron la partida un total de 22 equipos, de los cuales 18 eran de categoría UCI WorldTeam y 4 UCI ProTeam, quienes conformaron un pelotón de 154 ciclistas de los cuales terminaron 120. Los equipos participantes fueron:
| WorldTeams (18)- EF Education-EasyPost - Alpecin-Deceuninck - Arkéa-B&B Hotels - XDS Astana Team - Bahrain-Victorious - Cofidis - Decathlon AG2R La Mondiale Team - Groupama-FDJ - Ineos Grenadiers - Intermarché-Wanty - Lidl-Trek - Movistar Team - Red Bull-BORA-hansgrohe - Soudal Quick-Step - Team Picnic-PostNL - Team Jayco AlUla - Team Visma \| Lease a Bike - UAE Team Emirates XRG ProTeams (4)- Lotto - Israel-Premier Tech - Tudor Pro Cycling Team - Q36.5 Pro Cycling Team |
| |

## Etapas
| Etapa     | Fecha     | Recorrido                                   | type             | Distancia (km) | Desnivel (m) | Ganador           | Líder           |
| --------- | --------- | ------------------------------------------- | ---------------- | -------------- | ------------ | ----------------- | --------------- |
| 1.ª etapa | 15 de jun | Küssnacht am Rigi – Küssnacht am Rigi       | etapa llana      | 127,2          | 1959 m       | Romain Grégoire   | Romain Grégoire |
| 2.ª etapa | 16 de jun | Aarau – Schwarzsee                          | etapa escarpada  | 177,1          | 2488 m       | Vincenzo Albanese | Romain Grégoire |
| 3.ª etapa | 17 de jun | Aarau – Heiden                              | etapa escarpada  | 191            | 3012 m       | Quinn Simmons     | Romain Grégoire |
| 4.ª etapa | 18 de jun | Heiden – Piuro                              | etapa de montaña | 193,1          | 2798 m       | João Almeida      | Romain Grégoire |
| 5.ª etapa | 19 de jun | La Punt Chamues-ch – Santa Maria in Calanca | etapa de montaña | 183,7          | 3828 m       | Oscar Onley       | Kévin Vauquelin |
| 6.ª etapa | 20 de jun | Coira – Neuhausen am Rheinfall              | etapa escarpada  | 188,7          | 2234 m       | Jordi Meeus       | Kévin Vauquelin |
| 7.ª etapa | 21 de jun | Neuhausen am Rheinfall – Emmetten           | etapa escarpada  | 211,8          | 3179 m       | João Almeida      | Kévin Vauquelin |
| 8.ª etapa | 22 de jun | Beckenried – Emmetten-Stockhütte            | cronoescalada    | 10,1           | 836 m        | João Almeida      | João Almeida    |

## Desarrollo de la carrera

### 1.ª etapa
| Küssnacht am Rigi - Küssnacht am Rigi | etapa llana | (127,2 km) |

| \| Clasificación de la etapa \| Clasificación de la etapa \| Clasificación de la etapa \| Clasificación de la etapa \| Clasificación de la etapa \| \| Ciclista \| Ciclista \| Equipo \| Tiempo \| \| \| ------------------------- \| ------------------------- \| -------------------------- \| ------------------------- \| ------------------------- \| \| 1.º \| Romain Grégoire \| Groupama-FDJ \| 2 h 50 min 15 s \| \| \| 2.º \| Kévin Vauquelin \| Arkéa-B&B Hotels \| + 20 s \| \| \| 3.º \| Bart Lemmen \| Team Visma \\| Lease a Bike \| + 20 s \| \| \| 4.º \| Julian Alaphilippe \| Tudor Pro Cycling Team \| + 20 s \| \| \| 5.º \| Ben O'Connor \| Team Jayco AlUla \| + 1 min 07 s \| \| \| 6.º \| Felix Großschartner \| UAE Team Emirates XRG \| + 1 min 07 s \| \| \| 7.º \| Pablo Castrillo \| Movistar Team \| + 1 min 07 s \| \| \| 8.º \| Lennard Kämna \| Lidl-Trek \| + 1 min 07 s \| \| \| 9.º \| Rainer Kepplinger \| Bahrain Victorious \| + 1 min 07 s \| \| \| 10.º \| Nicola Conci \| XDS Astana Team \| + 1 min 26 s \| \| |                     |                            |                 |
| |                     |                            |                 |
| Fuentes: ProCyclingStats Cycling Quotient |                     |                            |                 |
| Clasificación de la etapa |                     |                            |                 |
| Ciclista | Ciclista            | Equipo                     | Tiempo          |
| 1.º | Romain Grégoire     | Groupama-FDJ               | 2 h 50 min 15 s |
| 2.º | Kévin Vauquelin     | Arkéa-B&B Hotels           | + 20 s          |
| 3.º | Bart Lemmen         | Team Visma \| Lease a Bike | + 20 s          |
| 4.º | Julian Alaphilippe  | Tudor Pro Cycling Team     | + 20 s          |
| 5.º | Ben O'Connor        | Team Jayco AlUla           | + 1 min 07 s    |
| 6.º | Felix Großschartner | UAE Team Emirates XRG      | + 1 min 07 s    |
| 7.º | Pablo Castrillo     | Movistar Team              | + 1 min 07 s    |
| 8.º | Lennard Kämna       | Lidl-Trek                  | + 1 min 07 s    |
| 9.º | Rainer Kepplinger   | Bahrain Victorious         | + 1 min 07 s    |
| 10.º | Nicola Conci        | XDS Astana Team            | + 1 min 26 s    |

| \| Clasificación general \| Clasificación general \| Clasificación general \| Clasificación general \| Clasificación general \| \| Ciclista \| Ciclista \| Equipo \| Tiempo \| \| \| --------------------- \| --------------------- \| -------------------------- \| --------------------- \| --------------------- \| \| 1.º \| Romain Grégoire \| Groupama-FDJ \| 2 h 50 min 05 s \| \| \| 2.º \| Kévin Vauquelin \| Arkéa-B&B Hotels \| + 24 s \| \| \| 3.º \| Bart Lemmen \| Team Visma \\| Lease a Bike \| + 26 s \| \| \| 4.º \| Julian Alaphilippe \| Tudor Pro Cycling Team \| + 26 s \| \| \| 5.º \| Ben O'Connor \| Team Jayco AlUla \| + 1 min 07 s \| \| \| 6.º \| Felix Großschartner \| UAE Team Emirates XRG \| + 1 min 07 s \| \| \| 7.º \| Pablo Castrillo \| Movistar Team \| + 1 min 07 s \| \| \| 8.º \| Lennard Kämna \| Lidl-Trek \| + 1 min 07 s \| \| \| 9.º \| Rainer Kepplinger \| Bahrain Victorious \| + 1 min 07 s \| \| \| 10.º \| Benjamin Swift \| Ineos Grenadiers \| + 1 min 32 s \| \| |                     |                            |                 |
| |                     |                            |                 |
| Fuentes: ProCyclingStats Cycling Quotient |                     |                            |                 |
| Clasificación general |                     |                            |                 |
| Ciclista | Ciclista            | Equipo                     | Tiempo          |
| 1.º | Romain Grégoire     | Groupama-FDJ               | 2 h 50 min 05 s |
| 2.º | Kévin Vauquelin     | Arkéa-B&B Hotels           | + 24 s          |
| 3.º | Bart Lemmen         | Team Visma \| Lease a Bike | + 26 s          |
| 4.º | Julian Alaphilippe  | Tudor Pro Cycling Team     | + 26 s          |
| 5.º | Ben O'Connor        | Team Jayco AlUla           | + 1 min 07 s    |
| 6.º | Felix Großschartner | UAE Team Emirates XRG      | + 1 min 07 s    |
| 7.º | Pablo Castrillo     | Movistar Team              | + 1 min 07 s    |
| 8.º | Lennard Kämna       | Lidl-Trek                  | + 1 min 07 s    |
| 9.º | Rainer Kepplinger   | Bahrain Victorious         | + 1 min 07 s    |
| 10.º | Benjamin Swift      | Ineos Grenadiers           | + 1 min 32 s    |

### 2.ª etapa
| Aarau - Schwarzsee | etapa escarpada | (177,1 km) |

| \| Clasificación de la etapa \| Clasificación de la etapa \| Clasificación de la etapa \| Clasificación de la etapa \| Clasificación de la etapa \| \| Ciclista \| Ciclista \| Equipo \| Tiempo \| \| \| ------------------------- \| ------------------------- \| -------------------------- \| ------------------------- \| ------------------------- \| \| 1.º \| Vincenzo Albanese \| EF Education-EasyPost \| 3 h 55 min 57 s \| \| \| 2.º \| Fabio Christen \| Q36.5 Pro Cycling Team \| + 0 s \| \| \| 3.º \| Lewis Askey \| Groupama-FDJ \| + 0 s \| \| \| 4.º \| Quinn Simmons \| Lidl-Trek \| + 0 s \| \| \| 5.º \| Danny van Poppel \| Red Bull-Bora-Hansgrohe \| + 0 s \| \| \| 6.º \| Paul Lapeira \| Decathlon-AG2R La Mondiale \| + 0 s \| \| \| 7.º \| Pello Bilbao \| Bahrain Victorious \| + 0 s \| \| \| 8.º \| Nicolo Buratti \| Bahrain Victorious \| + 0 s \| \| \| 9.º \| Gal Glivar \| Alpecin-Deceuninck \| + 0 s \| \| \| 10.º \| Fabio Van den Bossche \| Alpecin-Deceuninck \| + 0 s \| \| |                       |                            |                 |
| |                       |                            |                 |
| Fuente: ProCyclingStats |                       |                            |                 |
| Clasificación de la etapa |                       |                            |                 |
| Ciclista | Ciclista              | Equipo                     | Tiempo          |
| 1.º | Vincenzo Albanese     | EF Education-EasyPost      | 3 h 55 min 57 s |
| 2.º | Fabio Christen        | Q36.5 Pro Cycling Team     | + 0 s           |
| 3.º | Lewis Askey           | Groupama-FDJ               | + 0 s           |
| 4.º | Quinn Simmons         | Lidl-Trek                  | + 0 s           |
| 5.º | Danny van Poppel      | Red Bull-Bora-Hansgrohe    | + 0 s           |
| 6.º | Paul Lapeira          | Decathlon-AG2R La Mondiale | + 0 s           |
| 7.º | Pello Bilbao          | Bahrain Victorious         | + 0 s           |
| 8.º | Nicolo Buratti        | Bahrain Victorious         | + 0 s           |
| 9.º | Gal Glivar            | Alpecin-Deceuninck         | + 0 s           |
| 10.º | Fabio Van den Bossche | Alpecin-Deceuninck         | + 0 s           |

| \| Clasificación general \| Clasificación general \| Clasificación general \| Clasificación general \| Clasificación general \| \| Ciclista \| Ciclista \| Equipo \| Tiempo \| \| \| --------------------- \| --------------------- \| -------------------------- \| --------------------- \| --------------------- \| \| 1.º \| Romain Grégoire \| Groupama-FDJ \| 6 h 46 min 01 s \| \| \| 2.º \| Kévin Vauquelin \| Arkéa-B&B Hotels \| + 25 s \| \| \| 3.º \| Bart Lemmen \| Team Visma \\| Lease a Bike \| + 27 s \| \| \| 4.º \| Julian Alaphilippe \| Tudor Pro Cycling Team \| + 27 s \| \| \| 5.º \| Ben O'Connor \| Team Jayco AlUla \| + 1 min 18 s \| \| \| 6.º \| Felix Großschartner \| UAE Team Emirates XRG \| + 1 min 18 s \| \| \| 7.º \| Lennard Kämna \| Lidl-Trek \| + 1 min 18 s \| \| \| 8.º \| Pablo Castrillo \| Movistar Team \| + 1 min 18 s \| \| \| 9.º \| Rainer Kepplinger \| Bahrain Victorious \| + 1 min 18 s \| \| \| 10.º \| Benjamin Swift \| Ineos Grenadiers \| + 1 min 33 s \| \| |                     |                            |                 |
| |                     |                            |                 |
| Fuente: ProCyclingStats |                     |                            |                 |
| Clasificación general |                     |                            |                 |
| Ciclista | Ciclista            | Equipo                     | Tiempo          |
| 1.º | Romain Grégoire     | Groupama-FDJ               | 6 h 46 min 01 s |
| 2.º | Kévin Vauquelin     | Arkéa-B&B Hotels           | + 25 s          |
| 3.º | Bart Lemmen         | Team Visma \| Lease a Bike | + 27 s          |
| 4.º | Julian Alaphilippe  | Tudor Pro Cycling Team     | + 27 s          |
| 5.º | Ben O'Connor        | Team Jayco AlUla           | + 1 min 18 s    |
| 6.º | Felix Großschartner | UAE Team Emirates XRG      | + 1 min 18 s    |
| 7.º | Lennard Kämna       | Lidl-Trek                  | + 1 min 18 s    |
| 8.º | Pablo Castrillo     | Movistar Team              | + 1 min 18 s    |
| 9.º | Rainer Kepplinger   | Bahrain Victorious         | + 1 min 18 s    |
| 10.º | Benjamin Swift      | Ineos Grenadiers           | + 1 min 33 s    |

### 3.ª etapa
| Aarau - Heiden | etapa escarpada | (191 km) |

| \| Clasificación de la etapa \| Clasificación de la etapa \| Clasificación de la etapa \| Clasificación de la etapa \| Clasificación de la etapa \| \| Ciclista \| Ciclista \| Equipo \| Tiempo \| \| \| ------------------------- \| ------------------------- \| -------------------------- \| ------------------------- \| ------------------------- \| \| 1.º \| Quinn Simmons \| Lidl-Trek \| 4 h 39 min 42 s \| \| \| 2.º \| João Almeida \| UAE Team Emirates XRG \| + 18 s \| \| \| 3.º \| Oscar Onley \| Team Picnic-PostNL \| + 18 s \| \| \| 4.º \| Romain Grégoire \| Groupama-FDJ \| + 18 s \| \| \| 5.º \| Kévin Vauquelin \| Arkéa-B&B Hotels \| + 18 s \| \| \| 6.º \| Jan Christen \| UAE Team Emirates XRG \| + 18 s \| \| \| 7.º \| Fabio Christen \| Q36.5 Pro Cycling Team \| + 18 s \| \| \| 8.º \| Pello Bilbao \| Bahrain Victorious \| + 18 s \| \| \| 9.º \| Felix Gall \| Decathlon-AG2R La Mondiale \| + 18 s \| \| \| 10.º \| Clément Champoussin \| XDS Astana Team \| + 18 s \| \| |                     |                            |                 |
| |                     |                            |                 |
| Fuente: ProCyclingStats |                     |                            |                 |
| Clasificación de la etapa |                     |                            |                 |
| Ciclista | Ciclista            | Equipo                     | Tiempo          |
| 1.º | Quinn Simmons       | Lidl-Trek                  | 4 h 39 min 42 s |
| 2.º | João Almeida        | UAE Team Emirates XRG      | + 18 s          |
| 3.º | Oscar Onley         | Team Picnic-PostNL         | + 18 s          |
| 4.º | Romain Grégoire     | Groupama-FDJ               | + 18 s          |
| 5.º | Kévin Vauquelin     | Arkéa-B&B Hotels           | + 18 s          |
| 6.º | Jan Christen        | UAE Team Emirates XRG      | + 18 s          |
| 7.º | Fabio Christen      | Q36.5 Pro Cycling Team     | + 18 s          |
| 8.º | Pello Bilbao        | Bahrain Victorious         | + 18 s          |
| 9.º | Felix Gall          | Decathlon-AG2R La Mondiale | + 18 s          |
| 10.º | Clément Champoussin | XDS Astana Team            | + 18 s          |

| \| Clasificación general \| Clasificación general \| Clasificación general \| Clasificación general \| Clasificación general \| \| Ciclista \| Ciclista \| Equipo \| Tiempo \| \| \| --------------------- \| --------------------- \| -------------------------- \| --------------------- \| --------------------- \| \| 1.º \| Romain Grégoire \| Groupama-FDJ \| 11 h 26 min 01 s \| \| \| 2.º \| Kévin Vauquelin \| Arkéa-B&B Hotels \| + 25 s \| \| \| 3.º \| Bart Lemmen \| Team Visma \\| Lease a Bike \| + 27 s \| \| \| 4.º \| Julian Alaphilippe \| Tudor Pro Cycling Team \| + 27 s \| \| \| 5.º \| Ben O'Connor \| Team Jayco AlUla \| + 1 min 18 s \| \| \| 6.º \| Felix Großschartner \| UAE Team Emirates XRG \| + 1 min 18 s \| \| \| 7.º \| Lennard Kämna \| Lidl-Trek \| + 1 min 18 s \| \| \| 8.º \| Pablo Castrillo \| Movistar Team \| + 1 min 18 s \| \| \| 9.º \| William Barta \| Movistar Team \| + 1 min 37 s \| \| \| 10.º \| Lorenzo Fortunato \| XDS Astana Team \| + 1 min 37 s \| \| |                     |                            |                  |
| |                     |                            |                  |
| Fuente: ProCyclingStats |                     |                            |                  |
| Clasificación general |                     |                            |                  |
| Ciclista | Ciclista            | Equipo                     | Tiempo           |
| 1.º | Romain Grégoire     | Groupama-FDJ               | 11 h 26 min 01 s |
| 2.º | Kévin Vauquelin     | Arkéa-B&B Hotels           | + 25 s           |
| 3.º | Bart Lemmen         | Team Visma \| Lease a Bike | + 27 s           |
| 4.º | Julian Alaphilippe  | Tudor Pro Cycling Team     | + 27 s           |
| 5.º | Ben O'Connor        | Team Jayco AlUla           | + 1 min 18 s     |
| 6.º | Felix Großschartner | UAE Team Emirates XRG      | + 1 min 18 s     |
| 7.º | Lennard Kämna       | Lidl-Trek                  | + 1 min 18 s     |
| 8.º | Pablo Castrillo     | Movistar Team              | + 1 min 18 s     |
| 9.º | William Barta       | Movistar Team              | + 1 min 37 s     |
| 10.º | Lorenzo Fortunato   | XDS Astana Team            | + 1 min 37 s     |

### 4.ª etapa
| Heiden - Piuro | etapa de montaña | (193,1 km) |

| \| Clasificación de la etapa \| Clasificación de la etapa \| Clasificación de la etapa \| Clasificación de la etapa \| Clasificación de la etapa \| \| Ciclista \| Ciclista \| Equipo \| Tiempo \| \| \| ------------------------- \| ------------------------- \| -------------------------- \| ------------------------- \| ------------------------- \| \| 1.º \| João Almeida \| UAE Team Emirates XRG \| 4 h 10 min 19 s \| \| \| 2.º \| Oscar Onley \| Team Picnic-PostNL \| + 40 s \| \| \| 3.º \| Ben O'Connor \| Team Jayco AlUla \| + 42 s \| \| \| 4.º \| Kévin Vauquelin \| Arkéa-B&B Hotels \| + 1 min 00 s \| \| \| 5.º \| Romain Grégoire \| Groupama-FDJ \| + 1 min 00 s \| \| \| 6.º \| Felix Gall \| Decathlon-AG2R La Mondiale \| + 1 min 00 s \| \| \| 7.º \| Ilan Van Wilder \| Soudal Quick-Step \| + 1 min 02 s \| \| \| 8.º \| Clément Champoussin \| XDS Astana Team \| + 1 min 02 s \| \| \| 9.º \| Julian Alaphilippe \| Tudor Pro Cycling Team \| + 1 min 02 s \| \| \| 10.º \| Lennard Kämna \| Lidl-Trek \| + 1 min 02 s \| \| |                     |                            |                 |
| |                     |                            |                 |
| Fuente: ProCyclingStats |                     |                            |                 |
| Clasificación de la etapa |                     |                            |                 |
| Ciclista | Ciclista            | Equipo                     | Tiempo          |
| 1.º | João Almeida        | UAE Team Emirates XRG      | 4 h 10 min 19 s |
| 2.º | Oscar Onley         | Team Picnic-PostNL         | + 40 s          |
| 3.º | Ben O'Connor        | Team Jayco AlUla           | + 42 s          |
| 4.º | Kévin Vauquelin     | Arkéa-B&B Hotels           | + 1 min 00 s    |
| 5.º | Romain Grégoire     | Groupama-FDJ               | + 1 min 00 s    |
| 6.º | Felix Gall          | Decathlon-AG2R La Mondiale | + 1 min 00 s    |
| 7.º | Ilan Van Wilder     | Soudal Quick-Step          | + 1 min 02 s    |
| 8.º | Clément Champoussin | XDS Astana Team            | + 1 min 02 s    |
| 9.º | Julian Alaphilippe  | Tudor Pro Cycling Team     | + 1 min 02 s    |
| 10.º | Lennard Kämna       | Lidl-Trek                  | + 1 min 02 s    |

| \| Clasificación general \| Clasificación general \| Clasificación general \| Clasificación general \| Clasificación general \| \| Ciclista \| Ciclista \| Equipo \| Tiempo \| \| \| --------------------- \| --------------------- \| -------------------------- \| --------------------- \| --------------------- \| \| 1.º \| Romain Grégoire \| Groupama-FDJ \| 15 h 37 min 20 s \| \| \| 2.º \| Kévin Vauquelin \| Arkéa-B&B Hotels \| + 25 s \| \| \| 3.º \| Julian Alaphilippe \| Tudor Pro Cycling Team \| + 29 s \| \| \| 4.º \| Ben O'Connor \| Team Jayco AlUla \| + 56 s \| \| \| 5.º \| Lennard Kämna \| Lidl-Trek \| + 1 min 20 s \| \| \| 6.º \| Pablo Castrillo \| Movistar Team \| + 1 min 20 s \| \| \| 7.º \| João Almeida \| UAE Team Emirates XRG \| + 2 min 07 s \| \| \| 8.º \| Oscar Onley \| Team Picnic-PostNL \| + 2 min 53 s \| \| \| 9.º \| Felix Gall \| Decathlon-AG2R La Mondiale \| + 3 min 23 s \| \| \| 10.º \| Clément Champoussin \| XDS Astana Team \| + 3 min 25 s \| \| |                     |                            |                  |
| |                     |                            |                  |
| Fuente: ProCyclingStats |                     |                            |                  |
| Clasificación general |                     |                            |                  |
| Ciclista | Ciclista            | Equipo                     | Tiempo           |
| 1.º | Romain Grégoire     | Groupama-FDJ               | 15 h 37 min 20 s |
| 2.º | Kévin Vauquelin     | Arkéa-B&B Hotels           | + 25 s           |
| 3.º | Julian Alaphilippe  | Tudor Pro Cycling Team     | + 29 s           |
| 4.º | Ben O'Connor        | Team Jayco AlUla           | + 56 s           |
| 5.º | Lennard Kämna       | Lidl-Trek                  | + 1 min 20 s     |
| 6.º | Pablo Castrillo     | Movistar Team              | + 1 min 20 s     |
| 7.º | João Almeida        | UAE Team Emirates XRG      | + 2 min 07 s     |
| 8.º | Oscar Onley         | Team Picnic-PostNL         | + 2 min 53 s     |
| 9.º | Felix Gall          | Decathlon-AG2R La Mondiale | + 3 min 23 s     |
| 10.º | Clément Champoussin | XDS Astana Team            | + 3 min 25 s     |

### 5.ª etapa
| La Punt Chamues-ch - Santa Maria in Calanca | etapa de montaña | (183,7 km) |

| \| Clasificación de la etapa \| Clasificación de la etapa \| Clasificación de la etapa \| Clasificación de la etapa \| Clasificación de la etapa \| \| Ciclista \| Ciclista \| Equipo \| Tiempo \| \| \| ------------------------- \| ------------------------- \| -------------------------- \| ------------------------- \| ------------------------- \| \| 1.º \| Oscar Onley \| Team Picnic-PostNL \| 4 h 33 min 28 s \| \| \| 2.º \| João Almeida \| UAE Team Emirates XRG \| + 0 s \| \| \| 3.º \| Felix Gall \| Decathlon-AG2R La Mondiale \| + 23 s \| \| \| 4.º \| Kévin Vauquelin \| Arkéa-B&B Hotels \| + 57 s \| \| \| 5.º \| Matthew Riccitello \| Israel-Premier Tech \| + 1 min 05 s \| \| \| 6.º \| Ilan Van Wilder \| Soudal Quick-Step \| + 1 min 14 s \| \| \| 7.º \| Julian Alaphilippe \| Tudor Pro Cycling Team \| + 1 min 22 s \| \| \| 8.º \| Lennard Kämna \| Lidl-Trek \| + 1 min 46 s \| \| \| 9.º \| Felix Großschartner \| UAE Team Emirates XRG \| + 2 min 25 s \| \| \| 10.º \| George Bennett \| Israel-Premier Tech \| + 2 min 38 s \| \| |                     |                            |                 |
| |                     |                            |                 |
| |                     |                            |                 |
| Clasificación de la etapa |                     |                            |                 |
| Ciclista | Ciclista            | Equipo                     | Tiempo          |
| 1.º | Oscar Onley         | Team Picnic-PostNL         | 4 h 33 min 28 s |
| 2.º | João Almeida        | UAE Team Emirates XRG      | + 0 s           |
| 3.º | Felix Gall          | Decathlon-AG2R La Mondiale | + 23 s          |
| 4.º | Kévin Vauquelin     | Arkéa-B&B Hotels           | + 57 s          |
| 5.º | Matthew Riccitello  | Israel-Premier Tech        | + 1 min 05 s    |
| 6.º | Ilan Van Wilder     | Soudal Quick-Step          | + 1 min 14 s    |
| 7.º | Julian Alaphilippe  | Tudor Pro Cycling Team     | + 1 min 22 s    |
| 8.º | Lennard Kämna       | Lidl-Trek                  | + 1 min 46 s    |
| 9.º | Felix Großschartner | UAE Team Emirates XRG      | + 2 min 25 s    |
| 10.º | George Bennett      | Israel-Premier Tech        | + 2 min 38 s    |

| \| Clasificación general \| Clasificación general \| Clasificación general \| Clasificación general \| Clasificación general \| \| Ciclista \| Ciclista \| Equipo \| Tiempo \| \| \| --------------------- \| --------------------- \| -------------------------- \| --------------------- \| --------------------- \| \| 1.º \| Kévin Vauquelin \| Arkéa-B&B Hotels \| 20 h 12 min 10 s \| \| \| 2.º \| Julian Alaphilippe \| Tudor Pro Cycling Team \| + 29 s \| \| \| 3.º \| João Almeida \| UAE Team Emirates XRG \| + 39 s \| \| \| 4.º \| Oscar Onley \| Team Picnic-PostNL \| + 1 min 21 s \| \| \| 5.º \| Lennard Kämna \| Lidl-Trek \| + 1 min 44 s \| \| \| 6.º \| Ben O'Connor \| Team Jayco AlUla \| + 2 min 16 s \| \| \| 7.º \| Felix Gall \| Decathlon-AG2R La Mondiale \| + 2 min 20 s \| \| \| 8.º \| Pablo Castrillo \| Movistar Team \| + 2 min 40 s \| \| \| 9.º \| Matthew Riccitello \| Israel-Premier Tech \| + 3 min 08 s \| \| \| 10.º \| Ilan Van Wilder \| Soudal Quick-Step \| + 3 min 17 s \| \| |                    |                            |                  |
| |                    |                            |                  |
| |                    |                            |                  |
| Clasificación general |                    |                            |                  |
| Ciclista | Ciclista           | Equipo                     | Tiempo           |
| 1.º | Kévin Vauquelin    | Arkéa-B&B Hotels           | 20 h 12 min 10 s |
| 2.º | Julian Alaphilippe | Tudor Pro Cycling Team     | + 29 s           |
| 3.º | João Almeida       | UAE Team Emirates XRG      | + 39 s           |
| 4.º | Oscar Onley        | Team Picnic-PostNL         | + 1 min 21 s     |
| 5.º | Lennard Kämna      | Lidl-Trek                  | + 1 min 44 s     |
| 6.º | Ben O'Connor       | Team Jayco AlUla           | + 2 min 16 s     |
| 7.º | Felix Gall         | Decathlon-AG2R La Mondiale | + 2 min 20 s     |
| 8.º | Pablo Castrillo    | Movistar Team              | + 2 min 40 s     |
| 9.º | Matthew Riccitello | Israel-Premier Tech        | + 3 min 08 s     |
| 10.º | Ilan Van Wilder    | Soudal Quick-Step          | + 3 min 17 s     |

### 6.ª etapa
| Coira - Neuhausen am Rheinfall | etapa escarpada | (188,7 km) |

| \| Clasificación de la etapa \| Clasificación de la etapa \| Clasificación de la etapa \| Clasificación de la etapa \| Clasificación de la etapa \| \| Ciclista \| Ciclista \| Equipo \| Tiempo \| \| \| ------------------------- \| ------------------------- \| -------------------------- \| ------------------------- \| ------------------------- \| \| 1.º \| Jordi Meeus \| Red Bull-Bora-Hansgrohe \| 4 h 10 min 24 s \| \| \| 2.º \| Davide Ballerini \| XDS Astana Team \| + 0 s \| \| \| 3.º \| Lewis Askey \| Groupama-FDJ \| + 0 s \| \| \| 4.º \| Madis Mihkels \| EF Education-EasyPost \| + 0 s \| \| \| 5.º \| Nicolo Buratti \| Bahrain Victorious \| + 0 s \| \| \| 6.º \| Danny van Poppel \| Red Bull-Bora-Hansgrohe \| + 0 s \| \| \| 7.º \| Pavel Bittner \| Team Picnic-PostNL \| + 0 s \| \| \| 8.º \| Paul Lapeira \| Decathlon-AG2R La Mondiale \| + 0 s \| \| \| 9.º \| Marius Mayrhofer \| Tudor Pro Cycling Team \| + 0 s \| \| \| 10.º \| Stefano Oldani \| Cofidis \| + 0 s \| \| |                  |                            |                 |
| |                  |                            |                 |
| |                  |                            |                 |
| Clasificación de la etapa |                  |                            |                 |
| Ciclista | Ciclista         | Equipo                     | Tiempo          |
| 1.º | Jordi Meeus      | Red Bull-Bora-Hansgrohe    | 4 h 10 min 24 s |
| 2.º | Davide Ballerini | XDS Astana Team            | + 0 s           |
| 3.º | Lewis Askey      | Groupama-FDJ               | + 0 s           |
| 4.º | Madis Mihkels    | EF Education-EasyPost      | + 0 s           |
| 5.º | Nicolo Buratti   | Bahrain Victorious         | + 0 s           |
| 6.º | Danny van Poppel | Red Bull-Bora-Hansgrohe    | + 0 s           |
| 7.º | Pavel Bittner    | Team Picnic-PostNL         | + 0 s           |
| 8.º | Paul Lapeira     | Decathlon-AG2R La Mondiale | + 0 s           |
| 9.º | Marius Mayrhofer | Tudor Pro Cycling Team     | + 0 s           |
| 10.º | Stefano Oldani   | Cofidis                    | + 0 s           |

| \| Clasificación general \| Clasificación general \| Clasificación general \| Clasificación general \| Clasificación general \| \| Ciclista \| Ciclista \| Equipo \| Tiempo \| \| \| --------------------- \| --------------------- \| -------------------------- \| --------------------- \| --------------------- \| \| 1.º \| Kévin Vauquelin \| Arkéa-B&B Hotels \| 24 h 22 min 34 s \| \| \| 2.º \| Julian Alaphilippe \| Tudor Pro Cycling Team \| + 29 s \| \| \| 3.º \| João Almeida \| UAE Team Emirates XRG \| + 39 s \| \| \| 4.º \| Oscar Onley \| Team Picnic-PostNL \| + 1 min 21 s \| \| \| 5.º \| Lennard Kämna \| Lidl-Trek \| + 1 min 44 s \| \| \| 6.º \| Ben O'Connor \| Team Jayco AlUla \| + 2 min 16 s \| \| \| 7.º \| Felix Gall \| Decathlon-AG2R La Mondiale \| + 2 min 20 s \| \| \| 8.º \| Pablo Castrillo \| Movistar Team \| + 2 min 40 s \| \| \| 9.º \| Matthew Riccitello \| Israel-Premier Tech \| + 3 min 08 s \| \| \| 10.º \| Ilan Van Wilder \| Soudal Quick-Step \| + 3 min 17 s \| \| |                    |                            |                  |
| |                    |                            |                  |
| |                    |                            |                  |
| Clasificación general |                    |                            |                  |
| Ciclista | Ciclista           | Equipo                     | Tiempo           |
| 1.º | Kévin Vauquelin    | Arkéa-B&B Hotels           | 24 h 22 min 34 s |
| 2.º | Julian Alaphilippe | Tudor Pro Cycling Team     | + 29 s           |
| 3.º | João Almeida       | UAE Team Emirates XRG      | + 39 s           |
| 4.º | Oscar Onley        | Team Picnic-PostNL         | + 1 min 21 s     |
| 5.º | Lennard Kämna      | Lidl-Trek                  | + 1 min 44 s     |
| 6.º | Ben O'Connor       | Team Jayco AlUla           | + 2 min 16 s     |
| 7.º | Felix Gall         | Decathlon-AG2R La Mondiale | + 2 min 20 s     |
| 8.º | Pablo Castrillo    | Movistar Team              | + 2 min 40 s     |
| 9.º | Matthew Riccitello | Israel-Premier Tech        | + 3 min 08 s     |
| 10.º | Ilan Van Wilder    | Soudal Quick-Step          | + 3 min 17 s     |

### 7.ª etapa
| Neuhausen am Rheinfall - Emmetten | etapa escarpada | (211,8 km) |

| \| Clasificación de la etapa \| Clasificación de la etapa \| Clasificación de la etapa \| Clasificación de la etapa \| Clasificación de la etapa \| \| Ciclista \| Ciclista \| Equipo \| Tiempo \| \| \| ------------------------- \| ------------------------- \| -------------------------- \| ------------------------- \| ------------------------- \| \| 1.º \| João Almeida \| UAE Team Emirates XRG \| 4 h 38 min 25 s \| \| \| 2.º \| Oscar Onley \| Team Picnic-PostNL \| + 0 s \| \| \| 3.º \| Kévin Vauquelin \| Arkéa-B&B Hotels \| + 0 s \| \| \| 4.º \| Felix Gall \| Decathlon-AG2R La Mondiale \| + 4 s \| \| \| 5.º \| Julian Alaphilippe \| Tudor Pro Cycling Team \| + 8 s \| \| \| 6.º \| Felix Großschartner \| UAE Team Emirates XRG \| + 1 min 07 s \| \| \| 7.º \| Joseph Blackmore \| Israel-Premier Tech \| + 1 min 09 s \| \| \| 8.º \| Ilan Van Wilder \| Soudal Quick-Step \| + 1 min 09 s \| \| \| 9.º \| Clément Champoussin \| XDS Astana Team \| + 1 min 09 s \| \| \| 10.º \| Lennard Kämna \| Lidl-Trek \| + 1 min 11 s \| \| |                     |                            |                 |
| |                     |                            |                 |
| |                     |                            |                 |
| Clasificación de la etapa |                     |                            |                 |
| Ciclista | Ciclista            | Equipo                     | Tiempo          |
| 1.º | João Almeida        | UAE Team Emirates XRG      | 4 h 38 min 25 s |
| 2.º | Oscar Onley         | Team Picnic-PostNL         | + 0 s           |
| 3.º | Kévin Vauquelin     | Arkéa-B&B Hotels           | + 0 s           |
| 4.º | Felix Gall          | Decathlon-AG2R La Mondiale | + 4 s           |
| 5.º | Julian Alaphilippe  | Tudor Pro Cycling Team     | + 8 s           |
| 6.º | Felix Großschartner | UAE Team Emirates XRG      | + 1 min 07 s    |
| 7.º | Joseph Blackmore    | Israel-Premier Tech        | + 1 min 09 s    |
| 8.º | Ilan Van Wilder     | Soudal Quick-Step          | + 1 min 09 s    |
| 9.º | Clément Champoussin | XDS Astana Team            | + 1 min 09 s    |
| 10.º | Lennard Kämna       | Lidl-Trek                  | + 1 min 11 s    |

| \| Clasificación general \| Clasificación general \| Clasificación general \| Clasificación general \| Clasificación general \| \| Ciclista \| Ciclista \| Equipo \| Tiempo \| \| \| --------------------- \| --------------------- \| -------------------------- \| --------------------- \| --------------------- \| \| 1.º \| Kévin Vauquelin \| Arkéa-B&B Hotels \| 29 h 00 min 55 s \| \| \| 2.º \| João Almeida \| UAE Team Emirates XRG \| + 33 s \| \| \| 3.º \| Julian Alaphilippe \| Tudor Pro Cycling Team \| + 41 s \| \| \| 4.º \| Oscar Onley \| Team Picnic-PostNL \| + 1 min 19 s \| \| \| 5.º \| Felix Gall \| Decathlon-AG2R La Mondiale \| + 2 min 28 s \| \| \| 6.º \| Lennard Kämna \| Lidl-Trek \| + 2 min 59 s \| \| \| 7.º \| Ben O'Connor \| Team Jayco AlUla \| + 3 min 34 s \| \| \| 8.º \| Pablo Castrillo \| Movistar Team \| + 4 min 27 s \| \| \| 9.º \| Ilan Van Wilder \| Soudal Quick-Step \| + 4 min 30 s \| \| \| 10.º \| Clément Champoussin \| XDS Astana Team \| + 6 min 07 s \| \| |                     |                            |                  |
| |                     |                            |                  |
| |                     |                            |                  |
| Clasificación general |                     |                            |                  |
| Ciclista | Ciclista            | Equipo                     | Tiempo           |
| 1.º | Kévin Vauquelin     | Arkéa-B&B Hotels           | 29 h 00 min 55 s |
| 2.º | João Almeida        | UAE Team Emirates XRG      | + 33 s           |
| 3.º | Julian Alaphilippe  | Tudor Pro Cycling Team     | + 41 s           |
| 4.º | Oscar Onley         | Team Picnic-PostNL         | + 1 min 19 s     |
| 5.º | Felix Gall          | Decathlon-AG2R La Mondiale | + 2 min 28 s     |
| 6.º | Lennard Kämna       | Lidl-Trek                  | + 2 min 59 s     |
| 7.º | Ben O'Connor        | Team Jayco AlUla           | + 3 min 34 s     |
| 8.º | Pablo Castrillo     | Movistar Team              | + 4 min 27 s     |
| 9.º | Ilan Van Wilder     | Soudal Quick-Step          | + 4 min 30 s     |
| 10.º | Clément Champoussin | XDS Astana Team            | + 6 min 07 s     |

### 8.ª etapa
| Beckenried - Emmetten-Stockhütte | cronoescalada | (10,1 km) |

| \| Clasificación de la etapa \| Clasificación de la etapa \| Clasificación de la etapa \| Clasificación de la etapa \| Clasificación de la etapa \| \| Ciclista \| Ciclista \| Equipo \| Tiempo \| \| \| ------------------------- \| ------------------------- \| ------------------------- \| ------------------------- \| ------------------------- \| |          |        |        |
| |          |        |        |
| |          |        |        |
| Clasificación de la etapa |          |        |        |
| Ciclista | Ciclista | Equipo | Tiempo |

## Clasificaciones finales
- Las clasificaciones finalizaron de la siguiente forma:[3]

### Clasificación general
| \| Clasificación general \| Clasificación general \| Clasificación general \| Clasificación general \| Clasificación general \| \| Ciclista \| Ciclista \| Equipo \| Tiempo \| \| \| --------------------- \| --------------------- \| --------------------- \| --------------------- \| --------------------- \| |          |        |        |
| |          |        |        |
| Fuente: ProCyclingStats |          |        |        |
| Clasificación general |          |        |        |
| Ciclista | Ciclista | Equipo | Tiempo |

### Clasificación por puntos
| Clasificación por puntos | Clasificación por puntos | Clasificación por puntos | Clasificación por puntos | Clasificación por puntos |
| Ciclista                 | Ciclista                 | Equipo                   | Puntos                   |                          |
| ------------------------ | ------------------------ | ------------------------ | ------------------------ | ------------------------ |

### Clasificación de la montaña
| Clasificación de la montaña | Clasificación de la montaña | Clasificación de la montaña | Clasificación de la montaña | Clasificación de la montaña |
| Ciclista                    | Ciclista                    | Equipo                      | Puntos                      |                             |
| --------------------------- | --------------------------- | --------------------------- | --------------------------- | --------------------------- |

### Clasificación de los jóvenes
| Clasificación del mejor joven | Clasificación del mejor joven | Clasificación del mejor joven | Clasificación del mejor joven | Clasificación del mejor joven |
| Ciclista                      | Ciclista                      | Equipo                        | Tiempo                        |                               |
| ----------------------------- | ----------------------------- | ----------------------------- | ----------------------------- | ----------------------------- |

### Clasificación por equipos
| Clasificación por equipos | Clasificación por equipos | Clasificación por equipos | Clasificación por equipos |
| Equipo                    | Equipo                    | Tiempo                    |                           |
| ------------------------- | ------------------------- | ------------------------- | ------------------------- |

## Evolución de las clasificaciones
| Etapa                   |                         | Ganador _         | Clasificación general | Puntos          | Montaña          | Jóvenes         | Combatividad       | Equipo                     |
| ----------------------- | ----------------------- | ----------------- | --------------------- | --------------- | ---------------- | --------------- | ------------------ | -------------------------- |
| 1.ª etapa               | etapa llana             | Romain Grégoire   | Romain Grégoire       | Romain Grégoire | Felix Engelhardt | Romain Grégoire | Julian Alaphilippe | Team Visma \| Lease a Bike |
| 2.ª etapa               | etapa escarpada         | Vincenzo Albanese | Romain Grégoire       | Romain Grégoire | Felix Engelhardt | Romain Grégoire | Mauro Schmid       | Team Visma \| Lease a Bike |
| 3.ª etapa               | etapa escarpada         | Quinn Simmons     | Romain Grégoire       | Romain Grégoire | Felix Engelhardt | Romain Grégoire | Quinn Simmons      | Movistar Team              |
| 4.ª etapa               | etapa de montaña        | João Almeida      | Romain Grégoire       | João Almeida    | Felix Engelhardt | Romain Grégoire | Quinn Simmons      | Israel-Premier Tech        |
| 5.ª etapa               | etapa de montaña        | Oscar Onley       | Kévin Vauquelin       | João Almeida    | Aleksandr Vlásov | Kévin Vauquelin | Pello Bilbao       | Israel-Premier Tech        |
| 6.ª etapa               | etapa escarpada         | Jordi Meeus       | Kévin Vauquelin       | no otorgado     | no otorgado      | no otorgado     | no otorgado        | no otorgado                |
| 7.ª etapa               | etapa escarpada         | João Almeida      | Kévin Vauquelin       | no otorgado     | no otorgado      | no otorgado     | no otorgado        | no otorgado                |
| 8.ª etapa               | cronoescalada           | João Almeida      | João Almeida          | João Almeida    | Aleksandr Vlásov | Kévin Vauquelin | no otorgado        | Israel-Premier Tech        |
| Clasificaciones finales | Clasificaciones finales |                   | João Almeida          | João Almeida    | Aleksandr Vlásov | Kévin Vauquelin | no otorgado        | Israel-Premier Tech        |

## Ciclistas participantes y posiciones finales
Convenciones:
- AB-N: Abandono en la etapa "N"
- FLT-N: Retiro por llegada fuera del límite de tiempo en la etapa "N"
- NTS-N: No tomó la salida para la etapa "N"
- DES-N: Descalificado o expulsado en la etapa "N"

## UCI World Ranking
La Vuelta a Suiza otorgó puntos para el UCI World Ranking para corredores de los equipos en las categorías UCI WorldTeam, UCI ProTeam y Continental. Las siguientes tablas son el baremo de puntuación y los diez corredores que obtuvieron más puntos:
| Posición              | 1.º | 2.º | 3.º | 4.º | 5.º | 6.º | 7.º | 8.º | 9.º | 10.º | 11.º | 12.º | 13.º | 14.º | 15.º | 16.º-20.º | 21.º-30.º | 31.º-50.º | 51.º-55.º | 56.º-60.º |
| Clasificación general | 500 | 400 | 325 | 275 | 225 | 175 | 150 | 125 | 100 | 85   | 70   | 60   | 50   | 40   | 35   | 30        | 20        | 10        | 5         | 3         |
| Por etapa             | 60  | 40  | 30  | 25  | 20  | 15  | 10  | 8   | 5   | 2    |      |      |      |      |      |           |           |           |           |           |
| Líder                 | 10  |     |     |     |     |     |     |     |     |      |      |      |      |      |      |           |           |           |           |           |

| Clasificación |                    |                            |         |       |       |       |
| Posición      | Ciclista           | Equipo                     | General | Etapa | Líder | Total |
| ------------- | ------------------ | -------------------------- | ------- | ----- | ----- | ----- |
| 1.º           | João Almeida       | UAE Emirates XRG           | 500     | 260   | -     | 760   |
| 2.º           | Kévin Vauquelin    | Arkéa-B&B Hotels           | 400     | 165   | 30    | 595   |
| 3.º           | Oscar Onley        | Picnic PostNL              | 325     | 200   | -     | 525   |
| 4.º           | Felix Gall         | Decathlon AG2R La Mondiale | 275     | 115   | -     | 390   |
| 5.º           | Julian Alaphilippe | Tudor                      | 225     | 60    | -     | 285   |
| 6.º           | Ben O'Connor       | Jayco AlUla                | 150     | 60    | -     | 210   |
| 7.º           | Lennard Kämna      | Lidl-Trek                  | 175     | 20    | -     | 195   |
| 8.º           | Romain Grégoire    | Groupama-FDJ               | 30      | 105   | 40    | 175   |
| 9.º           | Ilan Van Wilder    | Soudal Quick-Step          | 125     | 35    | -     | 160   |
| 10.º          | Pablo Castrillo    | Movistar                   | 100     | 10    | -     | 110   |